# Olin
Olin – część wsi Pożarowo w Polsce, położona w województwie wielkopolskim, w powiecie szamotulskim, w gminie Wronki.
W latach 1975–1998 Olin należał administracyjnie do województwa pilskiego.